# Cile ai Giochi della VII Olimpiade
Il Cile ha partecipato ai Giochi della VII Olimpiade di Anversa con una delegazione di 2 atleti tutti uomini.